# Coupe E-Rallye de la régularité de la FIA
La coupe Bridgestone FIA Eco Rally Cup (FIA EcoR) est une coupe mondiale annuelle organisée par la Fédération internationale de l'automobile (FIA) réservée aux voitures à énergie renouvelable.
Cette coupe est entièrement consacrée aux véhicules électriques qui participent aux épreuves de régularité. Elle est réservée aux véhicules routiers de production normale qui sont équipés d’une motorisation électrique et qui disposent de documents d’immatriculation en vigueur pour circuler sur les routes publiques, sans qu’aucun type de modification ne soit apporté aux voitures. Cela permet donc aux concurrents d’utiliser leur véhicule au quotidien. Les prototypes sont également autorisés s’ils sont destinés à un usage quotidien et s’ils sont homologués pour circuler sur les routes au sein de l’UE. 
Parmi les épreuves régulièrement disputées, les plus anciennes sont l'Ecorally Saint-Marin - Cité du Vatican (italienne, créée en 2006), et l'Eco Rallye du Pays basque et de Navarre (espagnole, créée en 2008).
Sur le territoire français, le Rallye Monte Carlo des Énergies Nouvelles est annuel depuis 2009 (remporté par Raymond Durand à deux reprises, en 2009 et 2011, Bernard Darniche y obtenant une belle deuxième place en 2012).
En 2019, deux catégories différentes étaient proposées. Alexandre Stricher a remporté le titre en Consommation d'Energie avec cinq victoires (Grèce, République Tchèque, Suisse, Canada et Monte-Carlo), devant Artur Prusak et Didier Malga (victoire en Islande). Dans la catégorie Régularité, Walter Kofler est titré avec trois victoires (République Tchèque, Canada et Slovénie) devant Artur Prusak (trois victoires en République Tchèque, Islande et Pologne) et Guigo Guerrini (une victoire en Suisse).
Depuis que la règlementation impose de rouler avec des voitures électriques, Artur Prusak et Walter Kofler se partagent le record de victoires en régularité (5), devant Didier Malga (4) et Alexandre Stricher (2). En combinant les catégories régularité et consommation, Alexandre Stricher compte 7 victoires, devant Didier Malga, Artur Prusak et Walter Kofler (5).
Seuls deux pilotes ont réussi à gagner les deux catégories lors d'un même rallye : Alexandre Stricher (Grèce 2019) et Asier Santamaria (Espagne 2019).
En 2020, les catégories Régularité et Consommation sont cumulées pour n'avoir qu'un unique classement. Artur Prusak et Thierry Benchetrit s'imposent en Islande pour l'ouverture de la saison et la première apparition de l'Opel Corsa-e en compétition. Avec des podiums au Portugal et en Espagne, ils gagnent un nouveau titre devant Guido Guerrini et Francesca Olivoni et ils offrent à Opel un premier titre dans la discipline. Thierry Benchetrit devient le premier copilote à être titré à quatre reprises.
Depuis sa création le championnat a connu plusieurs appellations dont Coupe E-Rallye de la régularité de la FIA (FIA ERRC), Coupe des énergies alternatives (FIA Alternative Energies Cup, FIA AEC). Le 10 mars 2023, la FIA annonce un partenariat avec Bridgestone qui en fait maintenant le partenaire titre de la série, avec la création du Bridgestone Enliten Trophy dédié aux vainqueurs de la catégorie "efficience". 
En 2024, et pour la première fois depuis sa création ce sont 12 épreuves qui constitue un championnat en plein essor avec en moyenne plus de 25 concurrents par épreuve.

## Calendrier 2024

### Bridgestone FIA ecoRally Cup
| Epreuve                         | Date            | Vainqueurs ecoRally             | Vainqueurs Bridgestone Enliten Trophy |
| ------------------------------- | --------------- | ------------------------------- | ------------------------------------- |
| Östersund Winter Eco Rally      | 25-27 janvier   | Guido Guerrini Artur Prusak     | Hans-Olof Olofsson Anton Westlund     |
| Eco Rallye Comunitat Valenciana | 16-18 février   | Michal Žďárský Jakub Nábělek    | Beitske Visser Arthur Krammerer       |
| Mahle 7. Eco Rally 2024         | 1-2 mars        | Franko Spacapan Sebastjan Kobal | Guido Guerrini Artur Prusak           |
| 12. Czech New Energies Rallye   | 14-16 mars      | Michal Žďárský Jakub Nábělek    | Alexandre Stricher Emilien Le Borgne  |
| Oeiras Eco Rally                | 5-7 avril       | Michal Žďárský Jakub Nábělek    | Alexandre Stricher Manu Guigou        |
| V Azores Eco Rallye             | 26-28 avril     |                                 |                                       |
| Ardenne Roads ecoRally          | 23-25 mai       |                                 |                                       |
| eRally Iceland 2024             | 6-8 juin        |                                 |                                       |
| E-Rallye du Chablais            | 28-30 juin      |                                 |                                       |
| VII Ecorallye A Coruna          | 20-22 septembre |                                 |                                       |
| 8e E-Rallye Monte-Carlo         | 25-27 octobre   |                                 |                                       |
| ECOdolomites GT                 | 15-17 novembre  |                                 |                                       |

## Liste des vainqueurs

### Bridgestone FIA Eco Rally Cup (2023-)
| Saison | Pilote         | Copilote      | Voiture |
| ------ | -------------- | ------------- | ------- |
| 2023   | Michal Žďárský | Jakub Nábělek | Hyundai |
| 2024   | Michal Žďárský | Jakub Nábělek | Hyundai |

### FIA Eco Rally Cup (2022)
| Saison | Pilote             | Copilote                | Voiture |
| ------ | ------------------ | ----------------------- | ------- |
| 2022   | Eneko Conde Pujana | Lukas Sergnese Bermúdez | Kia     |

### FIA Electric and New Energy Championship - E-Rally (2020-2021)
| Saison | Pilote             | Copilote                 | Voiture |
| ------ | ------------------ | ------------------------ | ------- |
| 2020   | Artur Prusak       | Thierry Benchetrit       | Opel    |
| 2021   | Eneko Conde Pujana | Lorenzo Serrano Gallegos | Kia     |

### FIA E-Rally Consumption Cup (2019)
| Saison | Pilote             | Copilote           | Voiture |
| ------ | ------------------ | ------------------ | ------- |
| 2019   | Alexandre Stricher | Thierry Benchetrit | Hyundai |

### FIA E-Rally Regularity Cup (2017-2019)
| Saison | Pilote        | Copilote            | Voiture |
| ------ | ------------- | ------------------- | ------- |
| 2019   | Walter Kofler | Franco Gaioni       | Audi    |
| 2018   | Didier Malga  | Anne-Valérie Bonnel | Renault |
| 2017   | Walter Kofler | Guido Guerrini      | Tesla   |

### FIA AEC – Hybrides et autres véhicules (2007-2016)
| Saison | Pilote                    | Copilote                        | Voiture |
| ------ | ------------------------- | ------------------------------- | ------- |
| 2016   | Artur Prusak (Toyota)     | Thierry Benchetrit (Toyota)     | Toyota  |
| 2015   | Artur Prusak (Toyota)     | Thierry Benchetrit (Toyota)     | Toyota  |
| 2014   | Massimo Liverani (Abarth) | Isabelle Barciulli (Alfa Romeo) | Abarth  |
| 2013   | Massimo Liverani (Abarth) | Fulvio Ciervo (Abarth)          | Abarth  |
| 2012   | Massimo Liverani (Fiat)   | Emanuele Calchetti (Alfa Romeo) | Fiat    |
| 2011   | Massimo Liverani (Fiat)   | Juanan Delgado (Toyota)         | Toyota  |
| 2010   | Raymond Durand (Toyota)   | -                               | Toyota  |
| 2009   | Raymond Durand (Toyota)   | -                               | Toyota  |
| 2008   | Giuliano Mazzoni (Opel)   | -                               | Toyota  |
| 2007   | Giuliano Mazzoni (Opel)   | -                               | Toyota  |

### FIA AEC – 100% électriques (2007-2016)
| Saison | Pilote              | Copilote          | Voiture      |
| ------ | ------------------- | ----------------- | ------------ |
| 2016   | Nicola Ventura      | Guido Guerrini    | Renault      |
| 2015   | Walter Kofler       | Juanan Delgado    | Renault      |
| 2014   | Walter Kofler       | Franco Gaioni     | Th!nk City   |
| 2013   | James Morlaix       | Daniel Collet     | Tesla Motors |
| 2012   | Jesús Echave        | Juanan Delgado    | Mitsubishi   |
| 2011   | Antonio Zanini Sans | Eduardo Ansotegui | Mitsubishi   |
| 2010   | Claudio Cicero      | -                 | Micro-Vett   |